# Осиково (област Търговище)
 Тази статия е за селото в Област Търговище.  За другите български села с това име вижте Осиково.  
Осиково е село в Североизточна България. То се намира в община Попово, област Търговище.
Осиковски рид на Антарктическия полуостров е наименуван на селото.

## География
Селото е от полупланински тип, разположено във висока котловина сред хълмове. Намира се на 24 км западно от Попово, на около 380 м надморска височина. През западния край на селото преминава малък приток на река Баниски Лом – т.нар. „Селското дере“. Землището на селото граничи със землищата на съседните села – Цар Асен, Водица, Лом Черковна, Нова Върбовка, Копривец и Могилино. Асфалтирани пътища водят до Попово и Водица, а черни – до селата Лом Черковна (бившето село Бойка), Копривец, Баниска, Захари Стояново и Цар Асен.
Селото се състои от 3 махали – Долната махала, Гюзлето и Кайрака. Почти всички къщи и селски имоти са построени върху хълмисти терени, а уличките криволичат живописно между тях.
Осиково е китно селце, подходящо за отдих. Разположено е близо до гора, като релефът е особено хълмист и за да се достигне до селото, е необходимо да се изкачат стръмни баири. От селото може да се видят чудни гледки, разкриващи красотата на Балкана в област Търговище.

## Кратка историческа справка
Според стари предания селото е било основано след завладяването на България от османците от турци – овчари от съседно село или от такива, пътуващи със своите стада от Добруджа за Горна Оряховица. Първоначално те се заселили в местностите Маджарова баир или Гюзлето. За първи път селото е споменато през 1524 г. в османо-турски данъчен регистър под името Осикова, което обаче има стар български произход. В селото, както и в съседното село Водица, са живеели и черкези, прогонени след войната. Такова черкезко селище е имало в местността Памукчийския баир. Преди Освобождението селото е наброявало около 150 къщи с изцяло турскоезично население. През 1877 г. Осиково е имало 100 къщи с 550 жители. Боеве за освобождението на селото между руснаци и турци са водени през лятото на 1877 г. в местността Маджарова баир, където е имало следи от окопи. Там по-късно е построен паметник костница на загиналите 12 руски войници. Окопи от тази война са били запазени и в местностите Чаеолу и Равнината. По време на войната повечето къщи на селото са изгорени. Няколко години след Освобождението в селото идват двама братя българи сапунджии от Балкана и отворили сапунджийска работилница.
В първите години след Руско-турската война от 1877 – 1878 г. започва изселване на турците от селото към Османската империя, които разпродават имотите си. На тяхно място започнало заселването на българи, първоначално от съседното село Водица, а през 1889 г. се заселили 11 семейства от село Килифарево, Търновско. Малко по-късно след тях се заселили балканджии от селата и махалите Съботковци и Цвятковци, Габровско, от Енчовци, Тревненско, Радковци и Хвърльовци, Еленско, от Райковци, Горни и Долни Дупини (сега Горен Еневец и Долен Еневец), Търновско. През 1898 г. в селото имало вече 95 български и 8 турски къщи. Първото българско училище в Осиково отваря врати през 1881 г., като със собствена сграда то се сдобива през 1889 г. Имало е и стара джамия, съборена през XX век, като материалите от нея послужили за построяването на джамията на село Голямо градище. През 1881 г. един хамбар е преустроен на църковен храм „Свети Димитър“, функциониращ до 1939 г.
Новата църква на селото е построена на мястото на съборения стар храм през 1938 – 1939 г. и започва да фунционира през 1940 г., като се запазва нейното име. Тя е ремонтирана и боядисана отвън, а каменна ограда отделя църковния двор от съседните имоти.
В двора ѝ се намира паметникът, посветен на загиналите за родината осиковчани и още един интересен паметник на селски учител, загинал от ръката на разбойници от върлуващите няколко години след Освобождението турски банди в Североизточна България.
Старите родове – балканджии на селото са: Арабаджиите, Баръмите, Димитровите, Куците, Кърджиите, Маркоолар, Свинарята, Фальовските, Хаджимарковците, Цанкоолар, а тези, които са дошли от село Водица, са: Ганьоолу, Дановите, Коважоолу, Пейковите, Таушаните и др. В селото живеят и роми.

## Религии
- Православни християни
- Мюсюлмани

## Обществени институции
- Кметство
- Поща
- Народно читалище „Христо Ботев“, основано първоначално през 1923 г.
- Църква „Св. Димитър“ от 1939 г.

## Културни и природни забележителности
- Паметник в старите гробища, посветен на загиналите в сраженията при селото руски войници от 101-ви пехотен Пермски полк през 1877 г.;
- Паметник в центъра на селото, посветен на загиналите руски войници в сраженията при селото от 8-и Донски казашки полк през 1877 г.;
- Войнишки паметник, намиращ се в църковния двор, посветен на загиналите от селото войници през Балканската и Първата световна война (1915 – 1918) г.;

## Редовни събития
Всяка година в селото се организира събор.

## Личности
- Борис Бобев (р. 1935), български офицер, генерал-майор